# Иццо, Пол
Пол Дэвид Иццо (англ. Paul David Izzo; 6 января 1995, Аделаида, Австралия) — австралийский футболист, вратарь клуба «Раннерс».

## Клубная карьера

### «Кэмпбеллтаун Сити»
Свою футбольную карьеру Пол Иццо начинал в молодёжном клубе «Кэмпбеллтаун Сити» из Аделаиды, в 2009 году числился в футбольной команде Южноавстралийского института спорта, в начале 2010 году получил спортивную стипендию в Австралийском институте спорта (АИС).

### «Аделаида Юнайтед»
В январе 2011 года 15-летний Иццо подписал профессиональный контракт на три года с клубом «Аделаида Юнайтед». Действие контракта началось 1 января 2012 года, большую часть 2011 года Иццо продолжал выступать за команду АИС. В августе 2011 года он вместе с молодёжным составом «Аделаиды Юнайтед» принял участие в Кубке Вэйфана. На протяжении нескольких сезонов Иццо был дублёром у основного вратаря и капитана «Юнайтед» Юджина Галековича.
1 декабря 2012 года в матче против «Сентрал Кост Маринерс» он дебютировал в А-Лиге. Хотя в этом матче Иццо пропустил два гола, а его команда потерпела поражение, тренер Джон Космина остался доволен игрой молодого вратаря. В сезоне 2012/2013 Иццо ещё дважды подменял Галековича в основном составе, когда тот отлучился в национальную сборную.
В 2014 году Пол в составе «Аделаиды Юнайтед» стал обладателем Кубка Австралии, он принял участие в матче 1/16 финала против «Веллингтон Феникс», в котором сохранил свои ворота в неприкосновенности. В сезоне 2014/2015 Иццо сыграл в отсутствие Галековича три матча в А-Лиге. В апреле 2015 года он согласился продлить контракт со своим клубом ещё на два года.

### «Сентрал Кост Маринерс»
Однако 8 июля 2015 года Иццо договорился с «Аделаидой», где так и не сумел выиграть конкуренцию у Галековича, о досрочном расторжении контракта и перешёл в «Сентрал Кост Маринерс». С новым клубом он заключил контракт сроком на два года. Дебют Пола в новой команде состоялся 11 августа 2015 года в матче 1/16 Кубка Австралии, соперником вновь был «Веллингтон Феникс». Матч завершился поражением «Сентрал Кост Маринерс» со счётом 0:1, а единственный гол был забит после грубой ошибки Иццо. После ухода Лиама Редди из команды в ноябре 2015 года Иццо сумел закрепиться в качестве основного вратаря «Сентрал Кост Маринерс».
В сезоне 2015/2016 «Сентрал Кост Маринерс» одержали лишь три победы, набрали 13 очков и расположились на последнем, десятом месте в итоговой таблице чемпионата Австралии. Выступление команды в том сезоне стало худшим в истории А-Лиги. Многие болельщики винили в неудачах команды Иццо, который пропустил 54 гола за 21 матч, и призывали руководство клуба убрать его из состава. В то же время тренер вратарей клуба Мэттью Нэш в защиту Пола заявил, что из-за слабой игры защиты тому приходиться вступать в игру гораздо чаще, чем любому другому вратарю чемпионата Австралии. Несмотря на критику в свой адрес Иццо сумел сохранить место основного вратаря «Маринерс» и в следующем сезоне, выиграв конкуренцию у опытного Ивана Нечевски.

### Возвращение в «Аделаида Юнайтед»
18 апреля 2017 года было объявлено, что Иццо возвращается в клуб «Аделаида Юнайтед», с которым заключил трёхлетний контракт.

## Международная карьера
В 2011 году в составе юношеской сборной Австралии Иццо принял участие в юношеском чемпионате мира в Мексике. На турнире он сыграл в матчах против сборных Кот-д’Ивуара, Бразилии, Дании и Узбекистана.
В 2013 году в составе молодёжной сборной Австралии Пол принял участие в молодёжном чемпионате мира в Турции. На турнире он сыграл в матчах против команд Сальвадора, Турции и Колумбии.

## Достижения
Командные
 «Аделаида Юнайтед»
- Обладатель Кубка Австралии — 2014